# أدولفو موران
أدولفو موران (بالإسبانية: Adolfo Morán) هو مهندس معماري إسباني، ولد في 1953 في بلد الوليد في إسبانيا.